# Serravalle Scrivia
Serravalle Scrivia est une commune de la province d'Alexandrie dans le Piémont en Italie.

## Histoire
En 1745, durant la guerre de succession d'Autriche, la ville est assiégée par les troupes françaises.

## Administration
| Période                                  | Période  | Identité         | Étiquette     | Qualité |
| ---------------------------------------- | -------- | ---------------- | ------------- | ------- |
| 29 mai 2007                              | En cours | Antonio Molinari | Liste civique |         |
| Les données manquantes sont à compléter. |          |                  |               |         |

### Hameaux
Crenna inferiore, Crenna superiore, Libarna

### Communes limitrophes
Arquata Scrivia, Cassano Spinola, Gavi, Novi Ligure, Stazzano, Vignole Borbera

### Évolution démographique
Habitants recensés